# مانويل توليدو
مانويل توليدو (بالإسبانية: Manuel Toledo)‏ هو مبارز بالسيف إسباني، ولد في 26 يناير 1880، وتوفي في 22 يونيو 1941.

## وصلات خارجية
- مانويل توليدو على موقع أوليمبيديا (الإنجليزية)